# Михайло Шушкалович
Михайло Шушкалович (на сръбски: Михаило Шушкаловић или Mihailo Šuškalović) е сръбски лекар, координатор на Сръбската пропаганда в Македония.

## Биография
Шушкалович е роден на 25 декември 1861 година в Сараево, тогава в Османската империя. Основно училище и гимназия завършва в Белград, Сърбия, а Медицински факултет във Виена. Работи като лекар във Варварин, Валевска Каменица. През 1891 година, в изпълнение на сръбски правителствен план за колонизация на Македония, е изпратен като лекар в Скопие. Преди да замине е приет последователно от външния министър Мика Джорджевич, от вътрешния – Йован Гая и от министър-председателя Никола Пашич. Шушкалович по-късно определя тези срещи като „най-решителният момент в моя живот и основа на моята политическа и национална работа“. Пашич му завява:
| „ | Докторе, радвам се, че отивате там. Отивайте и работете, както намерите за добре, само ще гледате да се задържите, за да ни посрещнете, когато пристигнем там с нашите войски. | “ |

В началото на XX век става лекар в Дирекцията на източните железници. В Скопие, заедно с Богдан Раденкович и Михайло Манчич, влиза в местния комитет на сръбската четническа организация. Самият пише:
| „ | Моят дом на първо място беше манастир без врата. В него намираха закрила мнозина четници и войводи, понеже беше и първото жилище и болница на „нашата национална борба“. | “ |

След 1918 година два пъти е избиран за депутат от Скопски окръг.
Умира на 3 февруари 1931 година в Белград, Югославия.